# Вест-Пойнт (Арканзас)
Вест-Пойнт (англ. West Point) — місто (англ. town) в США, в окрузі Вайт штату Арканзас. Населення — 170 осіб (2020).

## Географія
Вест-Пойнт розташований на висоті 62 метра над рівнем моря за координатами 35°12′12″ пн. ш. 91°36′35″ зх. д. / 35.20333° пн. ш. 91.60972° зх. д. (35.203304, -91.609800).  За даними Бюро перепису населення США в 2010 році місто мало площу 1,05 км², уся площа — суходіл. В 2017 році площа становила 1,11 км², уся площа — суходіл.

## Демографія
Згідно з переписом 2010 року, у місті мешкало 185 осіб у 53 домогосподарствах у складі 35 родин. Густота населення становила 176 осіб/км².  Було 61 помешкання (58/км²). 
Расовий склад населення:
| - 86,5 % — білих - 7,0 % — чорних або афроамериканців - 6,5 % — осіб інших рас |

До двох чи більше рас належало 0,0 %. Іспаномовні складали 7,0 % від усіх жителів.
За віковим діапазоном населення розподілялося таким чином: 22,7 % — особи молодші 18 років, 65,4 % — особи у віці 18—64 років, 11,9 % — особи у віці 65 років та старші. Медіана віку мешканця становила 39,8 року. На 100 осіб жіночої статі у місті припадало 117,6 чоловіків;  на 100 жінок у віці від 18 років та старших — 134,4 чоловіків також старших 18 років.
Середній дохід на одне домашнє господарство  становив 36 739 доларів США (медіана — 38 333), а середній дохід на одну сім'ю — 41 633 долари (медіана — 44 688). За межею бідності перебувало 34,8 % осіб, у тому числі 23,8 % дітей у віці до 18 років та 8,3 % осіб у віці 65 років та старших.
Цивільне працевлаштоване населення становило 69 осіб. Основні галузі зайнятості: освіта, охорона здоров'я та соціальна допомога — 21,7 %, науковці, спеціалісти, менеджери — 17,4 %, публічна адміністрація — 13,0 %.
За даними перепису населення 2000 року в Вест-Пойнті мешкало 164 особи, 44 родини, налічувалося 65 домашніх господарств і 68 житлових будинків. Середня густота населення становила близько 164 особи на один квадратний кілометр. расовий склад Вест-Пойнта за даними перепису розподілився таким чином: 91,46 % білих, 3,66 % — чорних або афроамериканців, 0,61 % — вихідців з тихоокеанських островів, 4,27 % — представників змішаних рас.
Іспаномовні склали 6,10 % від всіх жителів містечка.
З 65 домашніх господарств в 32,3 % — виховували дітей віком до 18 років, 52,3 % представляли собою подружні пари, які спільно проживали, в 15,4 % сімей жінки проживали без чоловіків, 32,3 % не мали сімей. 26,2 % від загального числа сімей на момент перепису жили самостійно, при цьому 7,7 % склали самотні літні люди у віці 65 років та старше. Середній розмір домашнього господарства склав 2,52 особи, а середній розмір родини — 3,14 особи.
Населення містечка за віковим діапазоном за даними перепису 2000 року розподілилося таким чином: 24,4 % — жителі молодше 18 років, 15,2 % — між 18 і 24 роками, 29,9 % — від 25 до 44 років, 16,5 % — від 45 до 64 років і 14,0 % — у віці 65 років та старше. Середній вік мешканця склав 31 рік. На кожні 100 жінок в Вест-Пойнті припадало 95,2 чоловіків, у віці від 18 років та старше — 96,8 чоловіків також старше 18 років.
Середній дохід на одне домашнє господарство в містечкі склав 23 125 доларів США, а середній дохід на одну сім'ю — 24 375 доларів. При цьому чоловіки мали середній дохід в 20 208 доларів США на рік проти 23 333 долара середньорічного доходу у жінок. Дохід на душу населення в містечкі склав 11 657 доларів на рік. 26,1 % від усього числа сімей в окрузі і 26,1 % від усієї чисельності населення перебувало на момент перепису населення за межею бідності, при цьому з них були молодші 18 років і 33,3 % — у віці 65 років та старше.